# Шарлотта Амалия Датская
Шарлотта Амалия Датская и Норвежская (дат. Charlotte Amalie af Danmark-Norge, 6 октября 1706[…], Копенгагенский замок, Копенгаген, Дания — 28 октября 1782[…], Копенгаген) — принцесса Датская и Норвежская из династии Ольденбургов, дочь короля Фредерика IV и Луизы Мекленбургской.

## Биография
Шарлотта Амалия родилась 6 октября 1706 года во дворце Копенгагена. Она была пятым ребенком и единственной дочерью в семье короля Фредерика IV и его первой жены Луизы Мекленбург-Гюстровской. На момент её рождения в живых оставался только брат Кристиан.
Мать умерла, когда ей было 14. Отец сразу же обвенчался вторично с Анной Софией Ревентлов, с которой состоял в связи ещё при жизни Луизы. К мачехе Шарлотта Амалия отнеслась приветливо, у них сложились близкие отношения.
В 1724 году принцесса с отцом и мачехой путешествовали за границей.
В 1730 году умер Фредерик IV. Королём страны стал старший брат Шарлотты Амалии. Он назначил сестре годовой доход в размере 12 000 риксдалер.
Она так и не вышла замуж, зато вела активную придворную жизнь. Лето принцесса проводила во дворце Шарлоттенлунд, реконструированном в 1731—1733 годах и названном в её честь. Зимой проживала в замке Кристиансборг в Копенгагене.
Народ любил её за благотворительные дела и доброжелательность.
Умерла принцесса 28 октября 1782 года, во времена регентства при её внучатом племяннике Кристиане VII. Похоронена в соборе Роскилле.